# Petre Dicu
Petre Dicu (Gostavăţu, 27 maggio 1954) è un ex lottatore rumeno, specializzato nella lotta greco-romana.

## Palmarès

### Olimpiadi
- 1 medaglia:
  - 1 bronzo (Mosca 1980 nei -90 kg)

### Mondiali
- 1 medaglia:
  - 1 argento (Göteborg 1977 nei -90 kg)

### Europei
- 2 medaglie:
  - 2 bronzi (Sofia 1978 nei -90 kg; Bucarest 1979 nei -90 kg)